# Schleuse Canow
Die Schleuse Canow ist eine Binnenschleuse in der Müritz-Havel-Wasserstraße. Die Zuständigkeit liegt beim Außenbezirk Canow des Wasserstraßen- und Schifffahrtsamtes Oder-Havel. Sie liegt zwischen dem Labussee und dem Canower See.

## Beschreibung
Der Bau der ersten Schleuse Canow erfolgte Mitte der 1830er Jahre. In den Jahren 1831 bis 1837 wurde mit den Schleusen Strasen, Canow, Diemitz und Bolt die Verbindung auf der Wasserstraße zwischen der Havel im Ellbogensee und der Müritz bei der Bolter Mühle hergestellt. Die Schleuse Canow ermöglicht ein Überwinden des unterschiedlichen Wasserstandes zwischen dem Labussee und dem Canower See. Die durchschnittliche Fallhöhe beträgt 1,30 Meter. Die Schleusenkammer kann auf 41,60 m Länge und 5,30 m Breite genutzt werden und wird mit Stemmtoren geschlossen.
Seit dem Aufschwung des Wassertourismus auf der Mecklenburgischen Seenplatte ist die Schleuse Canow eine der meist frequentiertesten in der Region. Bedient wird die Schleuse Canow vor Ort und die Fahrgast- und Sportschifffahrt kann sie von Mitte März bis Ende November zu bestimmten Zeiten nutzen.